# Habitation Module

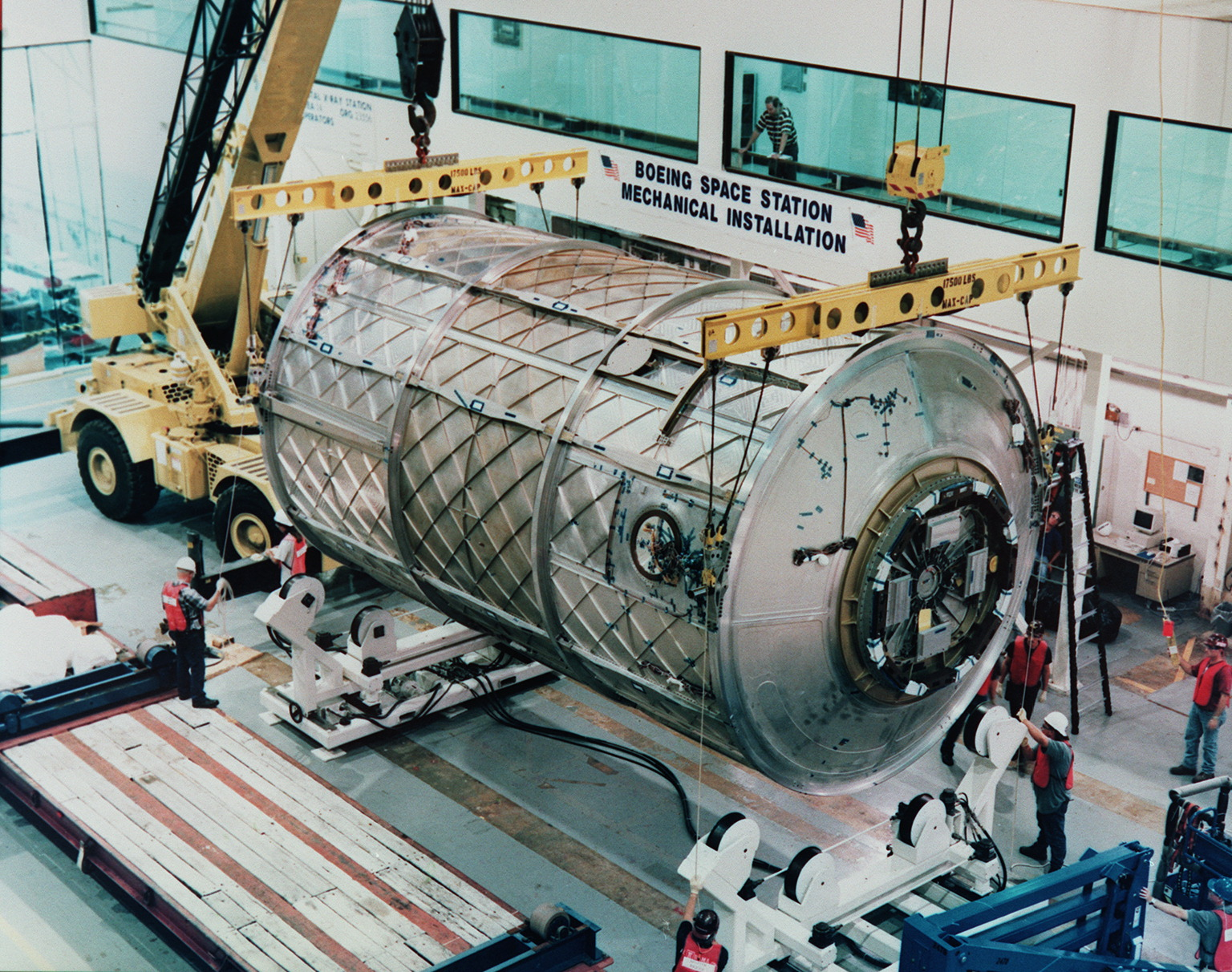
ISS Habitation Module (NASA)

Das amerikanische Habitation Module (dt. Wohnmodul) sollte als Wohn- und Aufenthaltsort der Astronauten an Bord der Internationalen Raumstation dienen. Mit der Größe eines Busses (8,8 × 4,8 m) hätte es vier Schlafkammern, eine Dusche, eine Küchennische und Entspannungsmöglichkeiten geboten.
Während der Entwurfsphase wurde auch das aufblasbare Transhab-Modul mit einer vielfachen Größe des letztendlichen Designs in Erwägung gezogen, wegen zu hoher Kosten aber verworfen.
Die Fertigung des endgültigen Habitation Modules wurde begonnen, jedoch vor der Vollendung wieder eingestellt. Begründet wurde dies mit der Tatsache, dass, um mehr als drei Menschen Platz zu bieten, die ISS über ein dementsprechend größeres Rettungsshuttle verfügen müsse, ein solches nach der kostenbedingten Einstellung des CRV-Projekts aber nicht mehr zur Verfügung stehe. Dennoch wurden später bis zu sechs Personen dauerhaft auf der ISS untergebracht. Dazu wurden ständig je zwei dreisitzige Sojus-Raumschiffe als Rettungskapseln an der ISS angedockt. Daher wäre das Habitation Module dennoch sehr gut brauchbar gewesen, ausschlaggebend für die Einstellung waren aber auch hier Kostengründe und fehlende Transportkapazitäten aus der Einstellung des Shuttleprogramms im Jahr 2011. Die bereits fertige Hülle des Moduls schaffte man im Februar 2006 in das Marshall Space Flight Center in Huntsville, Alabama, um dort neue Entwicklungen bei Systemen zur Luft- und Wasseraufbereitung zu testen.
Die Unterkunft der Besatzung der ISS erfolgte in anderen Modulen (z. B. Stand April 2011) im russischen Swesda-Modul (zwei Kabinen) und im Harmony-Modul (vier Kabinen). In der Vergangenheit befanden sich eine provisorische Unterkunft im amerikanischen Raumlabor Destiny, sowie eine Crewkabine im japanischen Kibō-Laboratorium.